# Revolución egipcia de 1952
La revolución egipcia de 1952 (en árabe, ثورة 23 يوليو 1952) fue un proceso político, económico y social que tuvo su origen el 23 de julio de 1952, fecha en que un grupo de oficiales del Ejército egipcio —los denominados Oficiales Libres— dio un golpe de Estado en el país. Este golpe de Estado tuvo tanto repercusiones inmediatas —como la abdicación del monarca, el rey Faruq— como consecuencias más insertas en la larga duración, espacio en el que se concretó el establecimiento de todo un nuevo régimen egipcio. Las medidas revolucionarias, destinadas en un primer momento a acabar con la presencia británica en el país y al modo de gobierno que ésta había impuesto en Egipto, terminaron por no limitarse a este primer cometido. Tanto el desarrollo del entramado institucional e ideológico llevado a cabo hasta 1956 —año en que se considera que la Revolución terminó de estar plenamente asentada—, como el reconocimiento externo que fue recibiendo el nuevo régimen hasta tal fecha, explican la importancia de este acontecimiento histórico, el cual traspasó, en significación, sus fronteras nacionales.

## Antecedentes
El año 1948 fue escenario de diversos acontecimientos históricos de gran significación en lo que respecta al denominado mundo árabe. Entre ellos se destaca la finalización del mandato británico en Palestina durante el mes de mayo, un hito que trajo consigo la creación del Estado de Israel y la consiguiente Guerra de Palestina, declarada, esta última, por los países árabes, en respuesta a la conformación estatal nombrada. Tanto el establecimiento de Israel como Estado soberano, como la respuesta tomada por parte de los países árabes, terminaron por comportar, en su conjunto, cambios de especial magnitud en la historia de toda la región. Muestra de ello fue lo ocurrido en Egipto, lugar donde la derrota árabe en dicha batalla llevó a canalizar todo un movimiento en favor de la liberación del país, el cual seguía hallándose —pese a las expectativas generadas por la lucha nacionalista de 1919—, en 1948, bajo control británico.
Pese a lo anteriormente nombrado, resulta injustificado reducir las consecuencias del enfrentamiento bélico al mero título de la derrota, ya que tanto lo sucedido durante el propio transcurso de la guerra, como la forma en que los distintos actores de la sociedad egipcia participaron en ella, son cuestiones que revisten de especial importancia. 
Las decisiones tomadas por el rey Faruq durante el desarrollo del conflicto terminaron por deslegitimar del todo su figura, pudiéndose destacar, entre otras cuestiones, el hecho de que desestimara los consejos de su primer ministro y del ministro de Defensa —quienes le habían advertido de las incapacidades del ejército egipcio—, así como su mala gestión en términos de compra de armamento, habiendo optado por obtener rédito económico de operaciones fraudulentas a expensas de dotar de armamento defectuoso a su propio ejército. En contraposición a la postura ambivalente del monarca egipcio se hallaron las voces fervientes de los distintos sectores religiosos egipcios, quienes consideraron que la lucha en defensa del pueblo palestino era también una pugna por la defensa del islam.
Estos sectores religiosos no sólo respondían al ámbito oficial —dónde se encontraba al-Azhar—, sino que también estaban compuestos por asociaciones como la de los Hermanos Musulmanes —fundada por al-Banna en 1928 en la ciudad de Ismailía—, una asociación que demostró su valor en el combate a través del envío de voluntarios pertenecientes a su organización paramilitar.
La unión existente entre al-Azhar y los Hermanos Musulmanes en lo que se refiere a la cuestión palestina en esta época alcanzó su máxima expresión el 14 de diciembre de 1948, día en que el líder de los Hermanos, Hasan al-Banna, realizó una aparición pública en al-Azhar, donde llamó —de forma pública— a la unidad de los pueblos árabes e islámicos con el objeto de defender a Palestina, acompañado, incluso, por personalidades azharíes y miembros de la jerarquía eclesiástica copta.
Tanto el acontecimiento anterior, como el resto de actividades llevadas a cabo por parte de la Asociación de los Hermanos Musulmanes en lo que confería a la cuestión de la guerra palestina, acabaron por despertar la preocupación del primer ministro egipcio, Nuqrashi, quien vio en dicho movimiento —sobre todo por la popularidad que estaba adquiriendo dentro de la sociedad egipcia— una amenaza a la seguridad del Estado. Dicha conceptualización de los Hermanos le llevó a anunciar, en diciembre de 1948, la disolución de la sociedad; una decisión que lejos de disminuir las tensiones sociales, las acrecentó, terminando por comportar la muerte del primer ministro a manos de uno de los miembros de los Hermanos Musulmanes. Esta muerte, inscrita en toda una espiral de actos violentos y tensiones sociales, acabó derivando en el asesinato del propio fundador de los Hermanos, Hasan al-Banna, presumiblemente por alguien del gobierno, a modo de venganza.
La Hermandad, asociación que había conseguido sacar a la luz las contradicciones del régimen parlamentarista —bajo las directrices de una élite que lo rentabilizaba a título personal— presente en Egipto durante esta época, quedaba ahora condenada a la proscripción y persecución, al igual que los socialistas y comunistas de la época, una situación que no se revirtió de forma inmediata al firmarse los armisticios de la guerra entre los distintos gobiernos árabes y los israelíes.
Sería precisamente a partir de la firma de los armisticios nombrados cuando se empezara a poder observar el grado de quiebra en que se encontraba la política interna de Egipto. La derrota en la guerra y el cómputo de consecuencias que de ella derivó terminó por afianzar la pérdida de liderazgo de los partidos políticos tradicionales —donde no solo se incluye al Wafd—, así como la pérdida del respeto a la monarquía, y al propio gobierno, quien había abdicado ya de todas sus responsabilidades. Frente al descenso de la confianza en los actores señalados, el Ejército se alzaba, tras la guerra de Palestina, como la única fuerza capaz de ofrecer una alternativa organizada a la situación vivida en Egipto, debiéndose destacar, además, el hecho de que se estuviese produciendo un cambio estructural de su personal, lo que facilitó el surgimiento en su seno del grupo de Oficiales Libres en 1949, agrupación en la que se hallaría un joven Gamal Abd al-Naser.
Durante estos años se llevaron a cabo toda una serie de manifestaciones en contra de la presencia británica en el país; observándose, dentro de ellas, la unión de distintos sectores de la sociedad y la reivindicación de distintas inquietudes, referidas éstas tanto a la guerra de Palestina como a la defensa de los derechos de los trabajadores y las mujeres.
En medio de todas estas revueltas, y tras las elecciones de 1950 —a raíz de las cuales, el Wafd, vuelve al poder—, Nahhas llevó a cabo toda una serie de maniobras políticas en aras de desviar la atención de la sociedad egipcia, destacándose tanto su intento de llegar a un acuerdo con los británicos en relación con la explotación del Canal de Suez y la evacuación de la zona del canal, como su decisión de derogar, en 1951, el tratado anglo-egipcio de 1936 y la Convención de Sudán de 1899, llevando al Parlamento a declarar al monarca rey de Egipto y Sudán.
Ni las medidas anteriormente nombradas acabaron de forma inmediata con el control británico en Sudán, ni la guerra de guerrillas librada por los jóvenes egipcios en la zona del Canal de Suez trajo consigo una victoria frente a las fuerzas de Reino Unido. Es más, la decisión del Ministerio del Interior egipcio de confrontar a las tropas británicas que se hallaban cercando uno de los cuarteles de policía egipcios en Ismailía, el 25 de enero de 1952, y las consecuencias directas que de ello derivaron —cuarenta policías egipcios asesinados y otros setenta heridos— acabaron por comportar toda una serie de tumultos entre la población egipcia, llegándose a producir, durante el día 26 de enero de 1952, la quema de una gran parte de la ciudad de El Cairo, una quema de la que se desconoce la autoría y que llevó al consejo de Ministros a proclamar la ley marcial en todo el país.

## Golpe de Estado de 1952
El incendio de El Cairo marcó el fin de la época anterior. Tras un espacio de seis meses donde distintos regímenes elegidos desde palacio trataron de imponerse, llegó el día 23 de julio de 1952, día en que un grupo de jóvenes oficiales —los cuales habían retirado su histórica lealtad al rey tras la experiencia en la guerra de Palestina— dio un golpe de Estado que puso fin a la monarquía y a la forma de gobierno que había imperado en Egipto desde 1922. Por primera vez en dos mil años, desde la época de los faraones, Egipto pasaba a estar gobernado por egipcios.
Tras el acontecimiento del 23 de julio pareció que por fin iba a desaparecer la separación entre los gobernados y sus gobernantes, destacándose que la mayoría de los egipcios se sintió identificado, en estos primeros momentos, con el nuevo régimen, tanto en lo referido a la religión, como en lo tocante al idioma y a la etnia a la que perteneciesen —existiendo la minoría copta como excepción—.
En estos primeros momentos, se creyó que la caída del sistema monárquico supondría, también, el fin de la intervención británica en la política interna, ya que ésta estaba asociada, de forma indisoluble, a la existencia de un rey que podía derrocar gobiernos cuando así lo considerara. La llegada de los nacionalistas al poder parecía inspirar la sensación de que se había instalado un gobierno puramente egipcio que iba a llevar a cabo toda una serie de reformas en vistas a asegurar el bienestar de los egipcios. Todo el mundo pensó que los Oficiales Libres —grupo que había dado el Golpe de Estado— eran un grupo de nacionalistas que buscaban reformar el país.
La mayor parte de los Oficiales Libres que habían entrado a la academia militar después del tratado de 1936 hicieron factible este golpe. Habían sido miembros de la misma promoción, sirviendo juntos en puestos militares y llegando, incluso, a forjar amistades entre ellos. Se organizaron desde los primeros años de su carrera militar, infiltrándose en distintos grupos políticos con el objetivo de adquirir todo tipo de conocimiento acerca de sus técnicas y objetivos. Fue en ese momento en el que tanto Anwar al-Sadat, como el propio Naser, se unieron a los Hermanos Musulmanes, mientras que otros se unieron al Mist al-Fatat y otros a grupos del ala izquierdista. Además, cabe destacar que —salvo excepciones— la mayoría de ellos pertenecían a un mismo entorno social: el de las clases medias bajas y las más desfavorecidas.

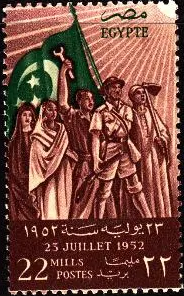
Sello egipcio que conmemora lo ocurrido el 23 de julio de 1952

Tras el golpe de Estado descrito, el 26 de julio de 1952, el monarca egipcio, Faruq, era obligado a abdicar en favor de su hijo, Ahmad Fuad, una decisión a la que acompañó la necesidad de exiliarse de forma inmediata del país, trasladándose finalmente a Italia. Desde la abdicación mencionada, hasta el año 1954, el poder pasó a estar en manos del Consejo del Mando de la Revolución (CMR), consejo que ejerció todos los poderes de la nación bajo la aparente presidencia del general Naguib, quien fue nombrado jefe de las Fuerzas Armadas.
La escena política a la que tuvieron que hacer frente en un primer momento los Oficiales Libres estaba dominada por palacio, latifundistas, británicos y el Partido Wafd, todos ellos actores ya desacreditados por su participación en el régimen anterior.
En un clima de absoluta desconfianza por parte del pueblo egipcio hacia la clase política, este grupo de oficiales se replanteó si dar una oportunidad de renovación a los partidos políticos existentes, o si ser ellos mismos los que asumiesen la dirección del país. El hecho de que en estos primeros momentos de la Revolución no se dispusiese de ningún proyecto o programa político concreto llevó a que los Oficiales Libres terminaran por decantarse por la primera de las opciones, dando una oportunidad a los partidos políticos existentes con anterioridad al golpe de 1952, los cuales fueron vigilados de cerca por el cómputo de oficiales, asegurándose con ello de que estos partidos cumplieran las líneas programadas por ellos mismos.
La decisión mencionada comportará el establecimiento, a partir de ese momento, de un doble poder en el país, el del gobierno, presidido por Ali Mahir —civil de tendencia antibritánica—, y el del ejército. Tras un periodo transitorio durante el que el primer ministro mencionado trató de paralizar cualquier iniciativa de reforma, éste acabó por presentar su dimisión, siendo sustituido por el propio general Naguib, quien se convirtió en presidente del Consejo de la Revolución y en ministro de la Guerra y la Marina. Esta decisión, según Martín Muñoz, fue una clara manifestación del interés que existía por parte de los militares en tomar la dirección del poder. 

### Filosofía de la Revolución

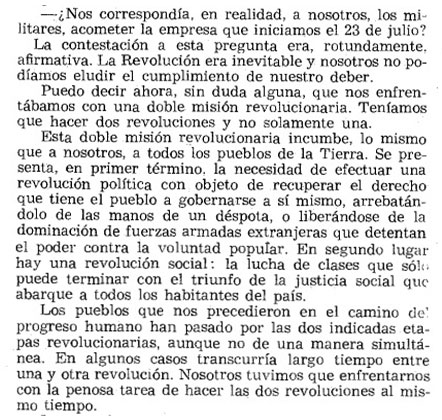
Fragmento extraído de la obra de Naser, traducida al castellano.

Tras derrocar al monarca, los oficiales se dieron cuenta de que debían desempeñar el papel de libertadores de Egipto, un objetivo que no se vio acompañado de un verdadero proyecto político para alcanzarlo en los primeros momentos de la Revolución. Este programa se fue conformando con el paso del tiempo.
Tanto los primeros desafíos a los que tuvo que hacer frente la Revolución, como otro tipo de cuestiones de especial relevancia en torno a ésta se recogieron en el texto titulado “Filosofía de la Revolución”, donde Gamal Abd al-Naser explicó, en primera persona, la inevitabilidad del golpe de julio de 1952 —justificando la decisión de los Oficiales Libres de acometerlo—. En el texto Naser también expone su propia doctrina política, la cual albergó dos planteamientos de especial significación: la concerniente a la necesidad de realizar una doble revolución, debiendo realizarse ésta tanto a nivel social, como a nivel político, y la relativa a la teoría de los tres círculos (el árabe, el africano, y el islámico). 
En lo que respecta a la idea de la doble misión revolucionaria, cabe decir que Naser no limita su necesidad de ejecución a las fronteras nacionales egipcias, ya que llega a afirmar que esta doble misión incumbe “a todos los pueblos de la Tierra”. De la misma manera, explica, de forma clara, cuál es el objetivo de cada revolución, argumentado que la revolución política tiene como propósito recuperar el derecho que tiene el pueblo a gobernarse a sí mismo, mientras que la revolución social hace de la lucha de clases el medio ideal para alcanzar el triunfo de la justicia social, la cual abarcaría al cómputo de los habitantes del país donde se llevara a cabo esta doble misión
La teoría de los tres círculos, por su parte, aparece ampliamente detallada en el tercer gran capítulo de “la Filosofía de la Revolución”. Los llamados Círculo Árabe (primer círculo, donde se observa el germen del panarabismo), Círculo del Continente Africano (segundo círculo) y Círculo del Islam se presentan como círculos complementarios que deben ser gestionados de tal manera que posibiliten el acompañamiento de unos a otros, de tal forma que los recursos insertos dentro de cada uno de ellos repercutan en pro de la unión y desarrollo de los países que los integran.

## Las etapas de la Revolución

### El año de las primeras medidas: 1952

#### Ley número 178 de la Reforma Agraria

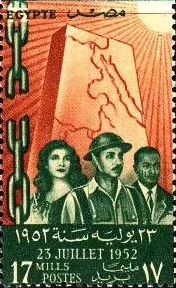
Sello egipcio que hace alusión al día en que se realizó el golpe de Estado de 1952.

Tras los cambios en el poder mencionados, se dio paso a la promulgación de la primera medida revolucionaria, la Ley número 178 de Reforma Agraria, el día 9 de septiembre de 1952, tan solo 45 días después del golpe de Estado. Esta ley trataba de responder tanto a la demanda de gran parte de la población egipcia, como a la proveniente del ala izquierda de los Oficiales Libres —donde se destacan las personalidades de Jaled Mohai Eddín y Yusuf Siddiq—, superando, a su vez, las resistencias presentadas por las posiciones más conservadoras del Consejo del Mando de la Revolución.
Su objetivo era limitar la propiedad, expropiando e indemnizando a los propietarios, así como tratar de distribuir a los campesinos, en un plazo de cinco años, las tierras expropiadas, conformando cooperativas agrícolas para estos pequeños propietarios.
En lo que respecta a la aplicación efectiva de las expropiaciones y redistribuciones mencionadas, cabe destacar que la reforma tuvo un alcance limitado, llegando a afectar sólo a 450 000 feddanes, próximo a un 8 % de la tierra cultivable, de los que 365 000 serían distribuidos en lotes de 3 a 5 feddanes a 146 500 familias, lo que se estima que correspondería a cerca de 1 millón de campesinos.
Los grandes propietarios, por su parte, debían limitarse a conservar un máximo de 200 feddanes, ampliables en 100 más para las familias que dispusieran de dos o más hijos. Esta medida fue ampliamente sorteada a través de la creación ficticia de bienes habices y de transferencias de propiedad previas a la reforma.
Según lo dispuesto en Barreda, las únicas medidas relativas a la nueva ley que tuvieron como resultado auténticos efectos “revolucionarios” fueron las que produjeron cambios en la regulación de los arrendamientos y aparcerías, posibilitando acabar con uno de los grandes abusos del sistema agrario, el cual afectaba al 75 % de la tierra cultivada.
La reforma también tuvo efectos políticos. En primer término, supuso que la influencia económica, social y política de los grandes terratenientes egipcios se viese significativamente reducida, lo que reportó un claro beneficio a los propietarios medios, especialmente a los más acomodados dentro de éstos, ya que se vieron ante la posibilidad de aumentar sus propiedades mediante la compra de tierras “excedentarias” a los grandes terratenientes. Por otro lado, el Estado recuperó la propiedad de una gran cantidad de tierras que finalmente no fueron distribuidas, sustituyendo a los grandes propietarios en lo que respectaba a la explotación de los campesinos pobres y los obreros agrícolas.
Es también reseñable el hecho de que la reforma apaciguase, en un primer momento -pese a las limitaciones observadas-, las esperanzas revolucionarias que existían desde antaño entre los pequeños agricultores y los campesinos sin propiedades, algunos de los cuales habían refutado la idea de pagar las rentas que se les demandaban o compartido su pretensión de obtener la propiedad de las tierras en las que trabajaban, durante los primeros días de la Revolución.
Las expectativas revolucionarias mencionadas llevaron a confrontación con el nuevo régimen, como se puso de manifiesto el día 13 de agosto, cuando las protestas laborales industriales de Kafr al-Dawwar fueron fuertemente reprimidas por los Oficiales Libres, quienes mandaron ejecutar a dos de los principales líderes de la protesta mencionada. Este tipo de conductas represivas fueron tratadas de camuflar, de cierta manera, a través de la construcción de una determinada imagen del nuevo grupo que detentaba el poder, el cual se presentaba a sí mismo como “los hijos del pueblo”, identificado su causa con las aspiraciones de las masas.
Parte de esta construcción se vio reflejada en el hecho de que el propio Naser se presentara ante la población como un descendiente de la clase de los pequeños propietarios, un discurso al que acompañaron actos como el de distribuir, en persona, títulos de propiedad de la familia real en el Alto Egipto.
La reforma agraria planteada en 1952, respondió, en definitiva, a un doble objetivo; debilitar a la clase políticamente dominante de los grandes terratenientes y movilizar un apoyo de masas urgentemente necesitado.

#### Control y nacionalizaciones: el caso de la prensa
Otra de las primeras decisiones llevadas a cabo por los Oficiales Libres tras llegar al poder fue la relativa al control de la prensa. Este deseo de vigilancia se puso claramente de manifiesto en movimientos tales como hacerse con el control del periódico Al-Ajbar, un periódico fundado por los hermanos Mustafa y Ali Amín meses antes del golpe de Estado de julio de 1952.
De cara a cumplir con este mismo cometido de control sobre la prensa, en noviembre de 1952, se creó, por primera vez en Egipto, un ministerio encargado de la información y de las telecomunicaciones, el cual recibió el nombre de “Ministerio de la Orientación Nacional”. El Consejo de Mando de la Revolución creó, asimismo, su propia casa de publicaciones, conocida bajo el nombre de Dar al-Tahrir, la cual disponía del periódico Al-Gumhuriyya como puntal.
En este sentido, cabe decir que el régimen no sólo se apoyó en el control de la prensa para difundir sus idearios, siendo una clara muestra de ello lo ocurrido el día 4 de julio de 1953, fecha en que nació “La Voz de los Árabes”, una emisora de radio que no sólo uniría al pueblo egipcio, sino que trasladaría los mensajes de este país más allá de sus fronteras nacionales.

#### Disolución de la Asamblea constituyente de la organización sindical
El año 1952 también fue conocedor de cambios significativos en lo que respectaba a la organización sindical en Egipto. El movimiento sindical egipcio había alcanzado su edad de oro en la década inmediatamente anterior a la Revolución de 1952 —durante los años 40 del siglo XX—, destacándose su avance en distintos términos, tanto a nivel de expansión, como a nivel de organización, conciencia sindical, defensa de la democracia e interacción con las cuestiones nacionales.
Los avances mencionados se vieron sumidos al retroceso una vez se hizo efectivo el golpe de Estado del 23 de julio de 1952. La llegada al poder de los Oficiales Libres (los cuales disponían de un gran reconocimiento y respeto por parte de la población y los trabajadores) supuso una erosión en lo que respectaba a la tendencia de la experiencia sindical en épocas anteriores, poniéndose esto especialmente de manifiesto en la decisión tomada por dichos oficiales en septiembre de 1952, mes en el que se prohibió la celebración del congreso constituyente de la organización sindical, con la consecuente disolución de sus órganos constituyentes.
Esta decisión marcó una nueva etapa de acción sindical en Egipto, la cual estuvo marcada por el hecho de que el movimiento se viera obligado a mantener una fuerte alianza con el poder, viendo retroceder, entre otras cuestiones, su margen de autonomía y capacidad de influencia, algo a lo que acompañó el obligado alejamiento del modelo reivindicativo.
El control de los sindicatos fue, desde entonces, una constante en el nuevo régimen egipcio, llegándose a observar la creación de la Federación Egipcia de Sindicatos (Egyptian Trade Union Federation, ETUF) en enero de 1957 por designio del entonces presidente de la república, bajo el propósito de aunar al cómputo de sindicatos existentes en torno a una única confederación, presidida ésta, además, por un Anouar Salama, el cual había sido designado por el propio Naser.
Con base en lo anteriormente mencionado, se observa cómo el sindicalismo en Egipto, desde la fecha en que se produce el golpe militar de los Oficiales Libres, ve retroceder sus avances anteriores y enconar su futuro en un callejón sin salida, una situación, esta última, que se prolongará hasta mucho después de la Revolución de 1952 y del régimen naserista.

### Diciembre de 1952-año 1954: de la abrogación de la Constitución a la defenestración deNaguib
El 10 de diciembre de 1952, el Consejo del Mando de la Revolución (CMR) hizo público, a través de un comunicado, su decisión de abrogar la Constitución vigente hasta aquel momento, anunciando, al mismo tiempo, la creación de un comité llamado “de los Cincuenta”, al que se le encargó elaborar en los dos años siguientes a su constitución un proyecto de Ley fundamental que eliminase los defectos de la Constitución anterior. Este comunicado permitía así que desde entonces —durante un periodo transitorio— los diferentes poderes del Estado pasaran a estar ostentados por el gobierno.

#### Disolución de los partidos políticos y depuración del Ejército
El 16 de enero de 1953, un mes después de la medida anteriormente esbozada, se proclamó la disolución de los partidos políticos, una medida que terminaba por materializar todo un proceso anterior -librado durante los meses de julio y agosto de 1952, especialmente- destinado a la “depuración” de los partidos políticos del régimen anterior, como se observa en lo dispuesto en la Ley de Reorganización de los Partidos Políticos del 9 de septiembre de 1952, donde se subordinaba la existencia de los partidos políticos a la autorización previa del Ministerio del Interior.
El lema de la Revolución, “Disciplina, Unidad y Trabajo” se materializó en esta medida de disolución de partidos políticos, resultando significativo señalar el hecho de que la Asociación de los Hermanos Musulmanes no se viese afectada por esta disposición.
Durante el mismo mes de enero de 1953, otra medida de carácter similar a la de la depuración de los partidos políticos llegó al Ejército. 450 oficiales fueron cesados de sus funciones, y otros tantos acabaron por ser detenidos tras haber exigido que los miembros del Consejo del Mando de la Revolución fueran elegidos por sus compañeros.
Tras los acontecimientos señalados, el oficial libre comunista, Yusuf Siddiq —partidario del retorno a un sistema parlamentario—, dimitió del Consejo del Mando de la Revolución, partiendo al exilio. Rachad Mehanna, oficial libre —simpatizante y activista de los Hermanos Musulmanes— que había ostentado el cargo de presidente del Consejo de Regencia hasta octubre de 1952, fue detenido y condenado a cadena perpetua; una pena menor que la designada a su compañero Al-Damanhuri, quien fue condenado a muerte, acusado de haber conspirado, junto con Mehanna, contra el Consejo del Mando de la Revolución. 
Pese a que no existiera un consenso dentro del Consejo del Mando de la Revolución en torno a la idoneidad de esta medida represiva contra el propio ejército (destacándose la oposición de Naguib), esta práctica no dejó de ejercerse. Y es que, estos acontecimientos de enero de 1953, en palabra de uno de los oficiales torturados, Ahmad Hamruch, “supusieron el fin de la antigua organización de los Oficiales Libres, y el comienzo de una nueva organización, así como una transformación en la naturaleza de los oficiales que entraban en el terreno de la política”.

#### El Reagrupamiento para la Liberación y la Constitución provisional de 1953
Al mismo tiempo que se imponía la disolución de los partidos políticos en Egipto, fue creado el embrión del partido único, el Reagrupamiento para la Liberación, en un intento por parte del poder de dotarse de nuevas estructuras políticas
El objetivo principal de dicha organización consistió en movilizar el apoyo popular, “no como un partido, sino como un instrumento para la reorganización de las fuerzas populares”, según declaró el propio Naser.
Esta formación, liderada por Gamal Abd al-Naser, y supervisada por oficiales sin experiencia política previa, estableció una situación política extraña, sometida a un férreo control militar. El destacado carisma de Abd al-Naser contribuyó a legitimar este nuevo régimen, así como a asegurar su ascenso dentro del Consejo de la Revolución, posibilitándole construir un sistema político basado en el presidencialismo. La Reagrupación defendía estar libre de la corrupción sufrida en los antiguos partidos políticos egipcios, y no creía necesario compartir el poder político con ellos.
Además, cabe destacar que su programa fue el primer programa político explícito del nuevo régimen, y que, dentro de éste, se encontraban objetivos tales como los siguientes (los cuales aparecen abreviados, siguiendo lo dispuesto en Barreda: la evacuación completa de las tropas extranjeras del Valle del Nilo (primer punto); un sistema social en el que todos los ciudadanos estén protegidos frente al paro, la enfermedad y la vejez (cuarto punto); un sistema económico concebido para asegurar una distribución justa de la riqueza (quinto punto); un sistema político en el seno del cual todos los ciudadanos sean iguales ante la ley, y en el que la libertad de expresión, de prensa, de reunión y religiosa estén garantizados dentro de los límites de la ley (sexto punto); un sistema educativo concebido para desarrollar el sentimiento de responsabilidad social […] (séptimo punto), una fuerza regional concebida con el fin de reforzar la influencia de la Liga Árabe (noveno punto), y la adhesión firme a los principios de las Naciones Unidas, subrayando su aplicación a los pueblos sojuzgados.
Un mes más tarde de la creación de esta agrupación, el 10 de febrero de 1953, el general Naguib establecía un periodo transitorio de tres años al tiempo que promulgaba por decreto una Constitución provisional de 11 artículos, la cual otorgaba poderes absolutos al Consejo de la Revolución. El artículo 8 del propio texto establece que el Comandante en jefe del Consejo de la Revolución, pasaba a ostentar, a partir de aquel momento, el poder político supremo, “sobre todo en lo concerniente a la adopción de medidas que considere necesarias para proteger la Revolución”.
A la Constitución nombrada le siguieron otros textos constitucionales, cada uno de los cuales contribuyó a asentar los propósitos políticos del presidente. Entre estas proclamas constitucionales, se destaca la relativa al día 18 de julio de 1953, la cual sustituía el sistema monárquico por el republicano, poniéndole fin a la dinastía de Muhammad Ali, cuyo reinado (en línea con lo establecido en el preámbulo del decreto aquí mencionado) había consistido en “una serie de traiciones contra el pueblo”. Fue así como, casi un año después del inicio de la Revolución, surgió la nueva República.

#### Oposición y disolución de losHermanos Musulmanes
Entre las diversas cuestiones a las que tuvo que hacer frente el primer presidente de la nueva república, Mohammed Naguib, se halló la concerniente a lidiar con los miembros de la asociación de los Hermanos Musulmanes, asociación que, tal y como se ha mencionado con anterioridad, quedó al margen de la disolución de los partidos políticos decretada en enero de 1953, bajo el pretexto de que, en términos estrictos, no se trataba de un partido político, sino de una asociación. Esta postura frente a los Hermanos fue defendida por el propio Naser, quien resaltó, ante el ministro del Interior de la época, Soleimán Háfez, la gran participación que había tenido la asociación en el movimiento revolucionario.
Esta asociación dispuso a lo largo de los años tratados de distintas luchas en el interior de su seno, pudiéndose destacar, entre éstas, los debates existentes en torno a seguir cooperando o no con el nuevo régimen o los concernientes a mantener el denominado “aparato secreto” de la organización. Los partidarios a la conservación de aparato mencionado y a la oposición de la cooperación con el nuevo régimen terminaron por imponerse en el interior de la asociación, llevando a ésta a reactivar toda una campaña en favor de la captación de oficiales del Ejército y de la policía a favor de su causa.
En diciembre de 1953, los entonces dirigentes del aparato secreto de los Hermanos Musulmanes, Munir al-Dalla y Hasan Achmawi, trataron de entrevistarse con el primer presidente de la república, una pretensión que no terminó de materializarse del todo, ya que Naguib no les atendió personalmente, sino a través de la mediación del jefe de su guardia personal.
Entre las demandas propuestas por parte de los Hermanos, se hallaba la exigencia de nombrar a Mehanna jefe de las Fuerzas Armadas, la solicitud del retorno de los militares a sus barracones, y el nombramiento de un gobierno que gustase a la Hermandad. Asimismo, mostraban su rechazo absoluto a la idea de volver a un sistema parlamentario y a la legalización de los partidos políticos.  Naguib ignoró el cómputo de las cuestiones planteadas por la Hermandad, hecho que no desanimó el activismo de esta asociación, quien pretendió aunar en su seno a todos aquellos descontentos por las medidas tomadas contra los antiguos partidos políticos, destacándose el hecho de que mucho de sus líderes estuviesen siendo detenidos, habiéndose creado, incluso, un tribunal específico para su persecución el 15 de septiembre de ese mismo año.
La tensión contenida entre el Consejo y la organización señalada terminó por estallar el día 12 de enero de 1954, fecha en la que se produjeron enfrentamientos violentos —con uso abierto de armas de fuego— entre estudiantes partidarios de los Hermanos Musulmanes y otros defensores del régimen, durante los actos de conmemoración de los “Mártires del Canal”, caídos en la lucha contra las tropas británicas en 1952.
La organización fue disuelta dos días después de los altercados, el día 14 de enero de 1954, justificándose dicha medida basándose en la oposición que la asociación había mostrado a la reforma agraria, a sus intentos maliciosos de infiltrarse dentro del Ejército y el aparato policial y al hecho de que dispusiese de una organización paramilitar secreta, a lo que se terminó por sumar la acusación de mantener contactos -también secretos- con la potencia británica.
En último término, conviene esclarecer que el decreto por el cual se disolvió la asociación no imposibilitó que ésta siguiera actuando en la clandestinidad, como se puso de manifiesto, por ejemplo, en el hecho de que fuese uno de los Hermanos —llamado Mahmud Abd al-Latif— el que intentara atentar contra Naser en Alejandría el 26 de octubre de este mismo año. El combate por el poder entre los Hermanos y el nuevo régimen fue una constante durante este periodo, ya que ambos consideraban propia la Revolución iniciada en 1952.

#### La defenestración de MohammedNaguib

El diario la Vanguardia notifica, a día 16 de noviembre de 1954, la destitución del general Naguib en Egipto

La oposición presentada por parte de los Hermanos Musulmanes —y de otros grupos discrepantes— no fue la única fuente de tensión social durante la época abordada; destacándose, entre éstas, el conjunto de contradicciones sobre el que nació la nueva república. 
En lo que respecta a contradicciones internas, cabe señalar que, en el propio seno de la nueva república, se hallaron dos posturas opuestas de especial magnitud: el proyecto encarnado por Naguib, presidente de la República y del Consejo de la Revolución y primer ministro; y la postura defendida por Naser, vicepresidente del Consejo de la Revolución y secretario general del Reagrupamiento para la Liberación. Naguib apostaba por la vuelta a un régimen pluralista, así como por la convocatoria de elecciones libres que llevasen a una Asamblea Constituyente, mientras que Naser, por su parte, abogaba por el asentamiento de un gobierno de partido único.
El puesto de autoridad le había sido concedido, de forma oficial, a Naguib, pero éste no ostentaba un poder real, ya que el Consejo de la Revolución impuso su dominio sobre el Ejército y decidió utilizarlo para acrecentar su control por todo el Estado. De esta manera, quedaban reducidas las posibilidades de actuación de Naguib, quien se mostró molesto porque fuera el Consejo de la Revolución el que fijase las directrices políticas, siendo también crítico con las sentencias dictadas por el Tribunal de la Revolución a líderes políticos del Antiguo Régimen.
El cómputo de cuestiones mencionadas –así como el hecho de que se rechazase su demanda de obtener derecho de veto sobre las decisiones del Consejo de la Revolución— llevó a Naguib a presentar su dimisión como presidente, primer ministro y presidente del Consejo de la Revolución el día 23 de febrero de 1954, quedando vacante la presidencia de la República.
En un primer momento, Naser reaccionó a la dimisión de Naguib arrestándolo, acusándolo de pretender ostentar poderes dictatoriales, Sin embargo, el alineamiento con Naguib del cuerpo de blindados y caballería, cuyos oficiales eran leales a Jaled Muhiddín -miembro originario de los Oficiales Libres y del Consejo de la Revolución, y las posteriores manifestaciones de apoyo a éste, llevaron a Naser a retirar su medida inicial lo que posibilitó que Naguib fuese repuesto como presidente de la República el 25 de febrero.
Naser, por su parte, fue nombrado primer ministro, así como presidente del Consejo, lo que frustró las posibles intenciones de Jaled —miembro de los Oficiales Libres que había apoyado de forma ferviente la vuelta al poder de Naguib— de hacerse con un puesto en el poder.
Naguib, tras su vuelta, autorizó los partidos políticos, anunció la futura celebración de elecciones parlamentarias, y solicitó la liberación de los prisioneros políticos. Naser y el Consejo del Mando de la Revolución parecieron ceder ante las medidas tomadas por Naguib. La censura y la ley marcial fueron suspendidas el 6 de marzo, y las fuerzas políticas opuestas al régimen, unidas en una colaboración táctica, recobraron su poder mediático y popular —especialmente entre los estudiantes—.
El 25 de marzo el propio Consejo del Mando de la Revolución anunció que se disolvería pocos meses después, dando paso a la elección de un Parlamento. Sin embargo, durante ese mismo mes, el Consejo llevó a cabo toda una campaña de propaganda —especialmente entre los sindicatos obreros— en contra de la reinstauración del sistema parlamentario, defendiendo que dicha reinstauración implicaría un retorno al régimen anterior.
El 27 de marzo se produjeron grandes manifestaciones protagonizadas por campesinos, militantes de la Reagrupación por la Liberación, obreros industriales de los suburbios de El Cairo y de las clases socioeconómicas más bajas, en general. Estas revueltas se acabaron concentrando en la sede del Consejo, donde los participantes de las mismas compartieron su rechazo a los partidos y al parlamentarismo, exigiendo la permanencia de Naser, quien fue vitoreado y sacado a hombros de la sede mencionada.
Tras este acontecimiento los sindicatos obreros (los cuales habían vencido importantes resistencias en su seno) convocaron una huelga general. El 18 de abril de ese mismo año, Naser fue nombrado presidente del Gobierno —compuesto éste, ahora, por 8 miembros del Consejo— y el día 31 de marzo fue nombrado presidente de la Reagrupación para la Liberación.
El incremento de poder de Naser no sólo derivó de los nombramientos citados con anterioridad, sino que debió gran parte del mismo a la rentabilidad política obtenida a raíz de su defensa de la causa nacionalista. En lo que respecta a esta cuestión, cabe destacar que durante estos meses sería el propio Naser quien llevara a cabo toda una serie de negociaciones con la potencia británica, en aras de que ésta evacuase el Canal de Suez. Las negociaciones señaladas dieron paso a la firma de un acuerdo con el Reino Unido en octubre de este mismo año, tratado por el cual la potencia británica se acabó retirando de la zona -aunque dejando técnicos civiles y reservándose una cláusula que les permitía recuperar posiciones en caso de agresión contra Egipto-.
El 26 de octubre, cuando Naser se disponía a compartir, de forma pública y oficial, el alcance del tratado con el Reino Unido, Mohammed Abdel Latif —miembro de los Hermanos Musulmanes—, intentó asesinarlo, según la versión oficial. Este intento de asesinato dio paso a toda una campaña de detenciones de disidentes de toda clase de tendencias políticas, al cese de 140 oficiales fieles a Naguib, y a la condena a muerte de ocho miembros de los Hermanos Musulmanes.
En el marco de la disputa del poder entre Naser y Naguib, se inscribió también otra cuestión significativa, relativa a la situación en que se encontraban (en términos legales) los distintos sindicatos. Entre los meses de abril y mayo de 1954, diversas tensiones llevaron al régimen a anunciar la disolución del sindicato de abogados y del sindicato de periodistas, una disolución que finalmente no se materializó, pero que sí sirvió como advertencia a navegantes.
Finalmente, el 13 de noviembre de 1954, Naguib, desacreditado ya por la propaganda que había sido realizada durante los meses anteriores contra su persona, sería puesto bajo arresto domiciliario y obligado a dimitir de la presidencia de la República. A partir de aquel momento, Naser se asentó como líder de la Revolución, llegando a asumir el puesto de presidente de la República. Desde marzo de 1954 hasta junio de 1956, Naser fue, a la vez, jefe del Consejo de la Revolución, primer ministro y jefe de las Fuerzas Armadas.

### Radiografía de la situación interna: 1954

#### El caso deal-Azhar

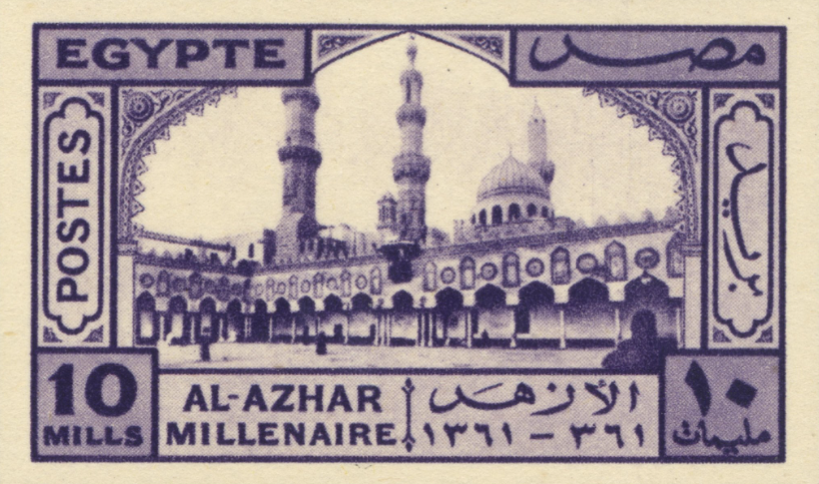
Sello egipcio donde aparece al-Azhar.

Desde la llegada al poder en Egipto de los Oficiales Libres, éstos habían tratado de iniciar toda una serie de reformas institucionales, algunas de ellas ya mencionadas con anterioridad. El resultado de los procesos iniciados en los primeros años de la Revolución comenzaba a observarse, de manera especialmente significativa —en determinados sectores— durante el año 1954. 
Muestra de lo anterior se contempló, por ejemplo, en el caso de al-Azhar, una institución que acabó perdiendo su concepción tradicional como mezquita-universidad tras el cómputo de reformas iniciado por el nuevo régimen. Los cambios introducidos por el nuevo grupo en el poder afectaron tanto a su estructura, como a la función y objetivos de al-Azhar, una institución que también acabó por perder su tradicional independencia, pasando a estar dirigida y controlada de forma directa por el Estado.
El triunfo de la Revolución había posibilitado que las medidas reformistas no surgiesen de la confrontación ideológica dentro y fuera de las instituciones religiosas, sino que fuesen impuestas desde arriba, a través de toda una serie de medidas bien calculadas, con el propósito de constituir un aparato productor de ideología al servicio del Estado.
La pretensión de alcanzar la “burocratización” de al-Azhar, y la “funcionarización” de sus ulemas, vino acompañada de la elaboración y ejecución de toda una serie de medidas destinadas a aumentar, de forma progresiva, el control del Estado sobre las instituciones tradicionales, un proceso que fue complementado con la creación de una serie de organismos, cuya misión era precisamente ésta: reforzar el control de las instituciones religiosas tradicionales a la vez que asentaba y difundía un programa socialista e islámico al servicio del régimen.
El conjunto de acontecimientos señalados, junto a la decisión de los Oficiales Libres (a comienzos de la Revolución) de ir sustituyendo en la jerarquía azharí a los ulemas independientes por otros que apoyasen sin fisuras al nuevo régimen, acabó comportando que, en 1954, comenzara a observarse un pleno apoyo de la institución -ocupada ahora por ulemas favorables a la Revolución- a las políticas de la época del nuevo gobierno.

#### Tensiones sociales y grado de represión
El apoyo que inicialmente habían ofrecido estudiantes y universitarios y sectores intelectuales y profesionales al golpe de 1952 fue retirado con el paso del tiempo, siendo, muestra de ello, lo ocurrido en 1954, cuando estos grupos se organizaron para reclamar un retorno al sistema democrático o liberal. 
La respuesta del régimen a dichas demandas reveló el grado de represión y censura al que se vería especialmente sometida, de forma posterior, la población egipcia. Se decidió apartar de la enseñanza a cerca de 40 profesores de tendencia liberal, islamista, o de izquierdas -siendo ésta la primera vez que se diera una medida de estas características en Egipto-, y se impuso una guardia universitaria en los campus, la cual colaboró, a partir de aquel momento, con otras fuerzas de seguridad del Estado.
En marzo de este mismo año, la censura en materia periodística que se había instaurado en 1939 fue levantada. Sin embargo, las tensiones sociales existentes derivadas del enfrentamiento interno en el seno del gobierno llevaron a que la censura fuera nuevamente impuesta un mes después.  El desarrollo de este acontecimiento sirve de ejemplo para ilustrar el proceder del régimen durante su existencia en lo que respectaba a intelectuales, periodistas y personalidades que consideraba “recuperables”, a los cuales castigaba sin excesivo rigor, dándoles la oportunidad, así, de retornar al seno del régimen.
Las detenciones políticas durante estos primeros años del régimen, por su parte, parecieron ser medidas excepcionales destinadas a acabar con el poder del Antiguo Régimen. Entre 1952 y 1954, la cifra de encarcelados se situó en torno a las 2.000 personas, una cifra que aumentó con el paso del tiempo, como se observa en el periodo de 1954-1956, donde al menos 3.000 personas (por considerarse que pertenecían a la asociación de los Hermanos Musulmanes) fueron arrestadas.
En lo que respecta a estas persecuciones y detenciones de índole político, cabe mencionar también a un grupo ampliamente perseguido durante esta época, siendo éste el conformado por comunistas. Estos fueron llevados -junto a miembros de los Hermanos Musulmanes- durante el año 1954, a campos de concentración, donde cumplieron penas especialmente duras, no existiendo una reconciliación entre el régimen y el comunismo hasta después de 1960.

### El asentamiento de la Revolución (1955-1956)
Para 1955 ya se había configurado un gobierno poderoso en torno a la figura de Naser, un gobierno que se había hecho fuerte dentro del grupo de los Oficiales Libres, que había silenciado y perseguido a la oposición, y que estaba a punto de conseguir la nacionalización del Canal de Suez.

#### Hitos a nivel de política interna
En 1955, al tiempo que el régimen continuaba instaurando reformas de carácter interno en diversos ámbitos -como en el referido al del empleo, aprobándose en septiembre de 1955 la ley de seguros sociales que obligaba a cotizar para las pensiones de jubilación, se sucedieron hechos de especial significación para el propio régimen, destacándose, dentro de éstos, el referido al incidente ocurrido en los Tribunales Sar‘iyya de Alejandría, del cual derivó un gran escándalo que terminó por comportar la unificación de los tribunales a través de la ley 462, aprobada durante ese mismo año por el Consejo de la Revolución. 
Esta ley significó la unión del cuerpo judicial, estableciendo la abolición completa de los tribunales religiosos, poniendo fin a los tribunales divididos por confesiones, Sar‘iyya para musulmanes y Milliyya para cristianos y judíos, que se encargaban de los casos de Estatuto Personal y de regulación de bienes awqaf. No obstante, aunque los casos fueron transferidos a los tribunales nacionales, los códigos de Estatuto Personal diferenciados y basados en el derecho islámico y canónico respectivamente continuaron vigentes.
También bajo el prisma del aumento progresivo del control del Estado sobre ciertos sectores integrantes de éste, cabe destacar que durante este mismo año de 1955 se decretaron medidas destinadas a apaciguar los posibles desafíos provenientes de distintos ámbitos sindicales. 
Ejemplo de lo anterior se observa en la formulación de la ley reguladora del Sindicato de Periodistas (ley 185), una ley que excluyó de la composición del sindicato a los propietarios de periódicos y agencias, aunque fueran meros accionistas. Lo ocurrido con el Sindicato de Médicos durante este mismo año también es parte de lo previamente formulado, destacándose, respecto a esta cuestión, que en 1955 se promulgase una ley que implicaba el fin del monopolio de algunos médicos sobre la práctica en las empresas privadas, una ley que tampoco estuvo ausente de contestación por parte de los afectados. 
Asimismo, cabe señalar que en el año 1955 también se comenzaron a observar especiales avances en lo que respectaba a la conformación de todo un aparato de seguridad de Estado (bajo control del nuevo régimen), y es que, si bien es cierto que en 1954 ya se había creado el Servicio de Inteligencia General, no sería hasta 1955 cuando Naser contara con su propio servicio de inteligencia -dirigido, en ese momento, por Sami Charaf-.

##### Constitución de 1956
La situación interna dada en Egipto durante estos años, permitió, asimismo, el establecimiento de otro tipo de cambios institucionales, los cuales trataban de reforzar la legitimidad del régimen. De esta forma, el 15 de enero de 1956, una nueva Constitución establecía la organización política del nuevo orden.
El trabajo que había sido encomendado al conocido como “comité de los Cincuenta” había sido dejado de lado, dado que preveía el restablecimiento del régimen parlamentario surgido de elecciones libres y tanto el presidente como el Consejo del Mando de la Revolución consideraron que el pueblo egipcio no estaba aún maduro para escoger “correctamente” a favor del interés nacional sin dejarse engañar por las estrategias de los aparatos de los partidos.
Una nueva comisión se encargó de elaborar otro proyecto que sacó a la luz los 196 artículos de una Constitución que consagraba el poder absoluto de Naser, optaba por el sistema de partido único, y establecía como líneas directrices “la justicia social, la idea de formar una gran nación árabe y la elaboración de la teoría del neutralismo positivo”. El texto también confirmaba la soberanía del pueblo y el carácter democrático de la República, a la vez que proclamaba al islam y al árabe religión y lengua oficiales del Estado (artículos 1, 2 y 3, respectivamente), estableciendo un régimen presidencialista en la que el Jefe del Estado se convertía en la clave del orden institucional del país.
Como jefe del Estado, el presidente detentaba el poder ejecutivo -según se establece en el artículo 119-, y ostentaba amplios poderes: disponía de iniciativa en materia legislativa y capacidad para rechazar leyes, en cuyo caso el proyecto de ley era devuelto a la Asamblea, donde tenía que ser votada de nuevo por más de dos tercios de sus miembros —artículos 132, 133 y 134—.
El Presidente podía, en circunstancias excepcionales —en un periodo prefijado de tiempo y con la autorización de la Asamblea—, promulgar decretos con fuerza de ley (artículo 136); no era responsable ante el Parlamento, pero sí tenía el derecho de disolverlo, aunque no en dos legislaturas sucesivas por la misma causa —recogido esto en el artículo 111—.
Asimismo, se reconoce que el presidente era quien elaboraba el reglamento para la organización de la administración pública (artículo 138), a la que supervisaba (artículo 137). El Presidente, además, concluía tratados con solo comunicarlo a la Asamblea (artículo 143), era el Jefe de las Fuerzas Armadas y convocaba refrendos con el consentimiento formal de aquélla —artículo 145—. Los Ministros, diputados o no, eran nombrados y cesados por el presidente, el cual encabezaba el Consejo de Ministros (artículos 146 y 147).
El poder legislativo pertenecía a una Asamblea elegida (renovada cada cinco años) según esclarecía el artículo 65 de la Constitución. Ninguna ley podía ser promulgada sino había sido aprobada por la Asamblea -donde debían estar presentes la mayoría de sus miembros, y en algunos casos, obtener mayoría absoluta-; y un diputado, o varios, podían presentar un proyecto de ley a la Asamblea si éste antes había recibido la autorización de una comisión encargada para ello.
El artículo 191 del texto constitucional minimizaba el poder legislativo de la Asamblea, llegando a poner en cuestión el funcionamiento parlamentario del régimen, ya que establecía que todas las decisiones tomadas por el Consejo con el propósito de proteger la Revolución y el sistema de gobierno eran irrecurribles.
La clave del sistema, sin embargo, se hallaba en el último capítulo de la Constitución (Disposiciones transitorias y finales) en el que quedaban establecidas tres cuestiones de especial relevancia: que los ciudadanos constituían la Unión Nacional dirigida a realizar los objetivos de la Revolución y a coordinar los esfuerzos para levantar una Nación sana, política, social y económicamente; que la Unión Nacional designaría a los miembros de la Asamblea Nacional; y que la manera en que se constituiría esta Unión, sería a través de la decisión del Presidente.
El régimen, por ende, daba paso a la constitución de un partido para que éste le ayudase en las actividades relativas al desarrollo nacional, sentándolo en un Parlamento alejado de la toma de decisiones y reduciéndolo a una tarea de apoyo.
En último término, se destaca que la Constitución de 1956 introdujo un nuevo elemento legal de democracia semidirecta, el referéndum. El artículo 121, por su parte, exigía que el presidente de la República fuese ratificado por el pueblo en referéndum; el artículo 145, concedía al presidente el derecho de consultar al pueblo sobre cuestiones importantes a través de esta misma fórmula (previa aprobación de la Asamblea); y los artículos 193 y 196 establecían la necesidad de que la Constitución fuese aprobada por un referéndum popular.
Este último artículo fue cumplido el día 23 de junio de 1956, fecha en que la Constitución presentada con anterioridad fue refrendada por el 99,8 % de los votantes. El artículo 121 sería materializado tres días más tarde, cuando el pueblo egipcio fue convocado para aprobar la designación de Naser como Presidente de la República, una consulta que se saldó con un 99,8% de síes.. 

#### Política exterior
En materia de política exterior, un hecho de especial significación durante estos años fue la asistencia del líder egipcio a la conocida como Conferencia de Bandung (abril de 1955), una conferencia que materializó el rumbo que los Oficiales Libres habían tratado de seguir en materia de política exterior desde los comienzos de su Revolución, basada en la no alineación con ninguno de los dos grandes bloques protagonistas de la Guerra Fría.
Durante el transcurso de ésta, Naser fue tratado como un auténtico líder mundial  por los delegados del conocido como Tercer Mundo, así como alabado por personajes ampliamente reconocidos a nivel global, como fue el caso de Chou En-Lai, lo que hizo que Naser se diese cuenta de la capacidad de liderazgo que podía ostentar más allá de sus fronteras nacionales, sirviendo de ejemplo al resto de países que, como Egipto, habían sido objeto de políticas colonialistas por parte de países occidentales. 
Estados Unidos respondió de forma negativa a la participación activa de Naser en esta conferencia, tal y como se puso de manifiesto en los meses posteriores a la celebración de la misma, con la negativa estadounidense (a la que se sumó la negativa británica) a financiar la construcción de la presa de Asuán —condición necesaria para que el Banco Mundial le concediese el préstamo solicitado a Egipto—.
Tras meditar durante tres días la respuesta que debía dar a la humillación pública que había sufrido a manos de los Estados Unidos, Naser ordenó a los servicios de información del régimen anunciar la impartición de un discurso oficial durante el día 26 de julio en Alejandría, discurso en el que anunció su decisión de nacionalizar el Canal de Suez.
La posterior agresión recibida por parte del Reino Unido, Francia e Israel entre el 29 de octubre y el 6 de noviembre de 1956 —la cual tenía por fin recuperar el Canal de Suez—, y el alto el fuego impuesto por la presión internacional, finalizada con el ultimátum soviético del 5 de noviembre, multiplicó el efecto positivo de la decisión tomada por Naser.
La nacionalización del Canal de Suez y la posterior victoria política egipcia frente a la coalición tripartita marcaron un antes y un después en la legitimación de Naser como máximo dirigente del país. Esta legitimación fue reforzada por su carácter carismático, el cual, junto a distintos otros éxitos —considerados como tal por los egipcios— reforzaron su popularidad y papel como líder indiscutible de una Revolución, que, a partir de aquel momento, se consideró plenamente asentada.

## La Revolución de 1952 en la esfera cultural

### Literatura e industria cinematográfica

Portada de la novela titulada "City of Love and Ashes", en su versión inglés. Obra del novelista Yusuf Idris

Lo ocurrido en Egipto tras el golpe de Estado de los Oficiales Libres de 1952 no sólo tuvo repercusiones de tipo económico, político y social. El espacio cultural —entendiéndose éste en un sentido amplio, no sólo limitado al propiamente egipcio— también reflejó lo sucedido en Egipto a partir de aquel mes de julio de 1952. Dentro de las distintas áreas de expresión cultural se destacan los ámbitos de la literatura y el cine, lugares donde la cuestión señalada ha sido tratada de diversas formas, en función del mensaje que se quisiera reflejar y de la época en que su creación se enmarcase.
En lo que respecta al ámbito literario, cabe señalar la existencia de novelas —de distinto origen— que ambientan su trama en el año 1952 (o inmediatamente anterior a éste), reflejando lo ocurrido en El Cairo a partir de aquel año. “City of Love and Ashes”  —obra originalmente árabe, traducida al inglés— es un buen ejemplo del tipo de novela descrito con anterioridad. Su autoría responde al nombre de Yusuf Idris, escritor egipcio que muestra en la obra citada la experiencia de un joven autóctono en la batalla contra el colono británico. 
Las novelas ambientadas en el contexto de esta revolución no han respondido sólo a la autoría de escritores egipcios o árabes. El fenómeno ha ido más allá de estas fronteras. Muestra de ello es la obra titulada “A Women of Cairo”, del escritor británico Noel Barber, quien traslada al lector el cambio que supuso en las vidas de la aristocracia egipcia —conectada con la potencia británica— el estallido de la Segunda Guerra Mundial y el posterior golpe de 1952.
Lo sucedido en Egipto a raíz del golpe de los Oficiales Libres no sólo se ha reflejado en el ámbito literario. La industria cinematográfica también se ha venido haciendo eco del acontecimiento, pudiéndose destacar, entre otros, los títulos nombrados a continuación: “Allah Ma’ana”, “El Kahera 30”, “Ghroub W Shorouk”, Rod Qalby, “El Nasser 56”, “Fe Baitona Ragol”  o Bedaya W Nehaya. El cómputo de películas nombrado dispone de tramas de diversa índole, pero todas ellas giran en torno a acontecimientos propios de aquel 23 de julio de 1952, de una u otra manera. 
Los ejemplos ofrecidos dan parte del grado de representación que ha existido de la Revolución de 1952 (y sus consecuencias) en la esfera cultural, esfera donde el régimen de los Oficiales Libres -al igual que en el resto de ámbitos- también traspasó las fronteras del naciente Estado-nación. 